# Бориссайнен, Оссиппа
Осиппа Бориссайнен, после смены имени Оскари Кивинен (Борисов) (16 ноября 1886, Тунгуда, Беломорская Карелия — 10 августа 1964, Швеция) — борец за свободу Карелии и один из лидеров Карельского восстания.

## Биография

### Ранние годы
Родителями Оскари Кивинена были Вилле Борисов и Берта Паро, которые принадлежали к семье Хойкканен. Братья Кивинены, происходившие из крестьянской семьи, держали в Тунгуде лавку и занимались морским промыслом в Белом море . Для рыбной ловли у них было три дома в Гаврилово на Белом море и три больших океанских парусных судна, на которых они ловили треску . Начиная с 1894 года Оскари Кивинен в течение четырех лет посещал местную начальную школу, открытую в деревне Тунгуде в 1893 году, где учителями были русские. В 1909 году он был призван в Российскую императорскую армию . Через три года он был уволен со службы в звании сержанта. После этого Кивинен торговал шкурами лесных животных и во время своих торговых поездок посещал, среди прочего, Сунгу и Куопио на финской стороне .

### Военно-политическая деятельность
Кивинен участвовал в Первой мировой войне в рядах русской армии с 1914 по 1918 год. Он служил унтер-офицером в артиллерии, в том числе в Польше на Карпатском и Галицийском фронтах. В 1918 году он дезертировал из армии и вернулся домой в Тунгуде. Здесь он был избран представителем на заседание Кемского районного совета, но был арестован в Сороке за то, что выражал карельские антикоммунистические взгляды, и не смог присутствовать на заседании совета, состоявшемся в Кеми. В мае 1918 года Кивинен был вновь избран советником прихода Тунгуда вместе с Вилле Ильиным.
Когда летом 1918 года в Тунгуду вместе с белогвардейцами прибыла английская Мурманская военная экспедиция , Оскари Кивинен вступил в созданный Карельский легион. В 1919 году он был избран секретарем муниципалитета Тунгуда. Позднее Карельский легион был расформирован после того, как англичане отступили из Мурманска, а белогвардейцы потерпели там поражение. Весной 1920 года Кивинен был избран представителем муниципалитета Тунгуда вместе с Укки Вяйнямёйненом на Карельское губернское собрание, состоявшееся в Ухте, где было принято решение о выходе Восточной Карелии из состава России. Затем ему пришлось скрываться от большевиков, когда они оккупировали территории Белой Карелии. Летом 1920 года Кивинен покинул свой дом в Тунгуде и направился через леса в Реболы, которые тогда находилась под контролем Финляндии. Зиму он провел на финской стороне и вернулся в Восточную Карелию весной 1921 года с 12 товарищами. Затем они жили в лесах все лето и осень 1921 года.
Оскари Кивинен участвовал в Карельском восстании, которое произошло в октябре 1921 года, в качестве партизана, командира патруля и члена штаба лидера партизан Ялмари Таккинена. После подавления восстания Кивинен бежал в Финляндию, где останавливался в Суомуссалми и Куопио, прежде чем обосноваться в Вейцилуото. Кивинен работал рабочим на лесопилке в разных местах. Кивинен участвовал в Зимней войне в качестве добровольца, а в Войне-продолжении входил в состав батальона «Виена » Ээро Кууссаари . 

### Поздние годы
После Войны-продолжения Кивинен переехал в Швецию, где в 1948 году начал работать лесником. Позднее, в 1950-х годах, Кивинен работал текстильщиком на фабрике Algots Group в Буросе. В 1958 году при активном участии Кивинена была создана первая Карельская православная община в Швеции. Кивинен был председателем совета общины вплоть до своей смерти.